# Друго заседање АВНОЈ-а
Друго заседање АВНОЈ-а је одржано 29. и 30. новембра 1943. у Јајцу. На заседању је АВНОЈ конституисан у законодавно и извршно представничко тело Комунистичке партије Југославије, успостављен је Национални комитет ослобођења Југославије, и одлучено је да се избегличкој влади и краљу Петру II Карађорђевићу забрани повратак у земљу до завршетка рата.

## Увод
Промена ратних успеха на савезничким фронтовима, а по највише капитулација Италије 9. септембра 1943, савезничко освајање афричког континента, контраофанзива Црвене армије на Источном Фронту су утицали да КПЈ започне са изградњом чврстих темеља за преузимање будуће Југословенске државе, уверена у коначну победу антифашистичке коалиције у рату.
Институционирање револуције (преко војних, војнопозадинских органа, органа власти и друштвено-политичких организација) било је у Југославији углавном завршено. Међународни разлози онемогућавали су да систем народне власти закључи свој карактер формирањем централног Југословенског органа (Владе).
Зато је на првом заседању Антифашистичког Већа Народног Ослобођења Југославије (АВНОЈ) у Бихаћу 1942. било све формирано, осим политичког представничког тела које би заправо вршило функцију савезног народноослободилачког одбора. Коначно, утемељење нове државне власти је требало да се уоквири на другом заседању АВНОЈ-а крајем 1943. године.

## Град Јајце
Јајце је стари босански средњовековни град који лежи у долини реке Врбас. У средњем веку је био престоница босанских краљева. За време Другог светског рата, град је неколико пута мењао управу у оквиру НДХ. Прво су га партизани освојили 1942. године, па су га Немци повратили крајем исте године, да би га партизани поново заузели 17. августа 1943. године.
У граду су се налазили Врховни штаб НОВ и ПОЈ, ЦК КПЈ и остала војно-политичка руководства. У граду се одвијао свакодневни живот. У центру града се налазило велико склониште у које су се склањали мештани у случају ваздушне опасности. Позив делегатима за друго заседање АВНОЈ-а је упутио ЦК КПЈ и Врховни штаб одмах након капитулације Италије. Пошто је град држан скоро 3 месеца, одлучено је да се заседање одржи баш у њему. Због опасности од евентуалног ваздушног напада, одлучено је да заседање траје само једну ноћ. Град је на у ноћи заседања био замрачен, а једино је горело пригушено светло у Дому Културе где је заседање било и одржано.
Друго заседање АВНОЈ-а је одржано у згради бившег друштва „Сокола”. По освајању града, партизани су уништили ову дворану која је била немачка војна касарна, да би је за непуне три недеље обновили и припремили за заседање. Новом објекту су дали назив „Дом Културе”. Ту је радило позориште народног ослобођења и изводило Гогољевог „Ревизора” сваке вечери. Дворана је била удешена за заседање АВНОЈ-а. Подијум је био искићен заставама Југославије (са црвеном звездом у средини), Америке, Британије и Совјетског Савеза. У дну стола за Председништво налазила се прва скица новог грба Југославије. Сликар Ђорђе Андрејевић Кун је декорисао Дом Културе јарким бојама и исликао портрете Стаљина, Рузвелта и Черчила.
Само мањи број делегата из разних крајева налазио се у граду. Већина делегата је задржавана по околним селима због могућности ваздушног напада на град.

## Долазак делегата на заседање
Крајем новембра 1943. године у Јајцу су стизале делегације представника народа из готово свих крајева Југославије. Из Словеније су стигли др Иван Рибар (председник АВНОЈ-а), Борис Кидрич и др Јосип Видмар. Највише тешкоћа су имали делегати из Црне Горе који су под оружјем и сталном опасношћу морали пешачити 300 km. Делегацију из Хрватске је водио др Владимир Бакарић, а у стопу ју је пратила мања јединица из састава Тринаесте пролетерске бригаде.
Међу делегатима осим КПЈ, било је и делегата Хрватске сељачке странке (мачековци и радићевци), Српске земљорадничке странке, Странке самосталних демократа, Муслиманске заједнице (спахиновци), неколицина радикала, двојица Хрвата из Југословенског одбора основаног још 1915. године у Лондону, Странка хришћанских социјалиста и других грађанских партија. Већина делегата били су припадници Народноослободилачке војске Југославије као проверени борци и револуционари.
Дан уочи заседања у Јајцу, председника АВНОЈ-а, предратног председника скупштине Краљевине СХС др Ивана Рибара (сведок атентата у народној скупштини који је починио Пуниша Рачић), снашла је тешка судбина. 28. новембра 1943. године на Гламоч пољу је страдао његов син Иво Лола Рибар, члан Врховног штаба и председник организације СКОЈ-а. Само неколико недеља раније код Колашина у борби са четницима погинуо му је и други син Јурица Рибар. Ове тужне вести му је пренео новоизабрани маршал Југославије Јосип Броз Тито одмах по завршетку заседања које је др Рибар водио у својству председавајућег.

## Почетак заседања АВНОЈ-а
Укупно је 142 делегата било присутно у Дому Културе на другом заседању АВНОЈ-а. Друго заседање АВНОЈ-а почело је новембра 1943. тачно у 19 часова. Врата Дома Културе су била широм отворена за све радознале грађане, с тим што су сви осим делегата на улазу темељно претресани због могућности постављања диверзије.
Недалеко око града су постављени тешки противавионски митраљези у случају ваздушних напада. Град је замрачен тачно у 19.15 после чега су се врата Дома културе затворила. Прозори Дома су били прикривени ролетнама и у унутрашњости је пламтело благо светло које није могло да буде добар оријентир евентуалног ваздушног напада на град. Дом Културе су обезбеђивале јаке партизанске јединице, водећи рачуна да се неко не прикраде и постави паклену направу.
Рад делегата започет је химном „Хеј Словени” у извођењу позоришног хора народног ослобођења око 19.20, да би се завршио у 5 часа ујутру козарачким колом. Радним делом заседања руководило је Председништво у саставу: др Војислав Кецмановић, др Иван Милутиновић, др Сретен Жујовић, др Јосип Видмар, др Павле Грегорић, др Златан Сремец, др Сулејман Филиповић и православни свештеник из Крупња Влада Зечевић.
Председник АВНОЈ-а изабран на претходном заседању у Бихаћу 1942. др Иван Рибар је отворио заседање својим уводним рефератом „О раду АВНОЈ-а између два заседања”. Након паузе од пола сата после Рибаровог реферата, око 21 час за говорницом се појавио Јосип Броз Тито. Свој реферат почео је речима:
Стварање Антифашистичког вијећа народног ослобођења Југославије јесте једна од највећих тековина наше народноослободилачке борбе до тог времена. Положени су темељи на којима се гради једно ново, праведније уређење у земљама Југославије, положени су темељи једне праве истински демократске, народне владавине...
Често прекидан одобравањем, аплаузима и поклицима, Тито је завршио реферат:
Борба наших народа и сјајни успјеси које су они постигли на бојном пољу помоћу своје славне НОВ и ПОЈ створили су нам пред читавим напредним свијетом велике симпатије, створили су све увјете да наши народи остваре своје тежње-слободу, истинску демократску федеративну Југославију.
Након Титовог једночасовног реферата, почела је дискусија за време паузе. Након паузе за говорницом се појавио Борис Кидрич. Говорили су затим: Перо Крстајић, судија Марко Вујачић, књижевник и др Сулејман Филиповић, већник из Босне Новак Мастиловић, херцеговачки првоборац Лука Стевић, представник носилаца Карађорђеве звезде из Првог светског рата, Франц Љубеј, учитељ, Вице Буљан, Родољуб Чолаковић као секретар АВНОЈ-а и многи други. Укупно је 44 делегата говорило.
Око пола 12 дошло је до краће паузе, да би тачно у 23.45 др Иван Рибар пред већницима прочитао одлуке са Другог заседања АВНОЈ-а. Били су то последњи минути 29. новембра, али пошто је читање почело пре поноћи, то је као датум историјских одлука узет 29. новембар 1943. године.

## Одлуке са другог заседања АВНОЈ-а
Као главне одлуке које су донели већници на другом заседању АВНОЈ-а истичу се:
- Антифашистичко веће народног ослобођења Југославије се конституише у законодавно и извршно представничко тело Југославије, као врховни представник народа и успоставља се Национални комитет ослобођења Југославије (НКОЈ), са свим обележјима народне владе, преко кога ће АВНОЈ остваривати своју извршну функцију.
- Забрањује се југословенској избегличкој влади повратак у земљу и одузимају се сва права законите владе Југославије, а такође се забрањује и повратак у земљу краља Петра II Карађорђевића до завршетка рата када ће народ одлучити хоће ли републику или монархију.
- Обавезе које су у иностранству у име Југославије склопиле избегличке „владе” а у циљу њиховог поништења или поновног склапања односно одобрења и да се не признају међународни уговори и обавезе које би убудуће у иностранству евентуално склопила избегличка такозвана „влада”.
- Југославија се има изградити на демократском принципу као државна заједница равноправних народа.
- Закључци донети се имају одмах формирати посебним одлукама АВНОЈ-а.

Као посебна одлука АВНОЈ-а, у одлуци бр. 7, Јосипу Брозу Титу је додељен назив „МАРШАЛ ЈУГОСЛАВИЈЕ” на основу предлога који је поставила словеначка делегација на челу са др Јосипом Видмаром. Председништво АВНОЈ-а је на својој прој седници 30. новембра 1943. године једногласно прихватило предлог словеначке делегације да се Титу додели назив „МАРШАЛ ЈУГОСЛАВИЈЕ”.

## Национални комитет ослобођења Југославије (НКОЈ)
У одлуци АВНОЈ-а, Национални комитет је највиши извршни наредбодавни орган народне власти у Југославији, преко кога АВНОЈ остварује извршну функцију. Тело које има сва обележја народне власти. На предлог Моше Пијаде именовани су чланови првог састава Националног комитета ослобођења Југославије:
- Председник и повереник за народну одбрану — маршал Јосип Броз Тито
- Први потпредседник НКОЈ-а — Едвард Кардељ
- Други потпредседник НКОЈ-а — Владислав Рибникар
- Трећи потпредседник НКОЈ-а — Божидар Маговац
- Повереник за спољне послове — др Јосип Смодлака
- Повереник за унутрашње послове — Влада Зечевић
- Повереник за просвету — Едвард Коцбек
- Повереник за народну привреду — др Иван Милутиновић
- Повереник за финансије — Душан Сернец
- Повереник за саобраћај — Сретен Жујовић
- Повереник за народно здравље — др Миливој Јамбришак
- Повереник за социјалну политику — др Антон Кржишник
- Повереник за судство — Фране Фрол
- Повереник за исхрану — Миле Перуничић
- Повереник за грађевине — др Раде Прибићевић
- Повереник за шуме и руде — др Сулејман Филиповић

## Председништво АВНОЈ-а
Чланови Председништва АВНОЈ-а изабрани на другом заседању АВНОЈ-а у Јајцу:
- Председник: др Иван Рибар
- Потпредседници: Антун Августинчић, Димитар Влахов, Марко Вујачић, Моша Пијаде и Јосип Рус
- Секретари: Родољуб Чолаковић и Радоња Голубовић
- Чланови: Јакоб Авшич, Методије Андонов Ченто, Михаило Апостолски, Спасенија Цана Бабовић, др Владимир Бакарић, Франце Бевк, Милан Беловуковић Дева, Јосип Броз Тито, др Васо Бутозан, Јосип Видмар, Сретен Вукосављевић, Анте Вркљан, др Павле Грегорић, Маца Гржетић, Никола Груловић, Милован Ђилас, Сретен Жујовић, Влада Зечевић, Јосип Јерас, Осман Карабеговић, Јевстатије Караматијевић, Едвард Кардељ, др Војислав Кецмановић, Борис Кидрич, Иван Стево Крајачић, Вицко Крстуловић, Павао Крце, Хуснија Курт, Филип Лакуш, Воја Лековић, др Љубо Леонтић, Франц Лескошек, Божидар Маговац, др Анте Мандић, Мома Марковић, др Метод Микуж, др Нико Миљанић, Владимир Назор, др Благоје Нешковић, Станко Опачић Ћаница, Никола Петровић, Владимир Поп-Томов, Коча Поповић, Александар Прека, др Раде Прибићевић, Ђуро Пуцар Стари, Александар Ранковић, Владислав Рибникар, др Јосип Смодлака, др Златан Сремец, Петар Стамболић, Лука Стевић, Мехмед Суџук, Тоне Фајфар, Фране Фрол и Андрија Хебранг.

## Значај одлука са другог заседања АВНОЈ-а и међународна реаговања
Друго заседање АВНОЈ-а се одржавало баш у тренутку заседања конференције Велике Тројице у Техерану. Све привремене одлуке које су донете на Првом заседању у Бихаћу су уоквирене на Другом заседању у Јајцу.
Једнодушно је одбачена могућност поновног успостављања Монархије и одређен је курс новог друштва које се полако изграђивало кроз народни устанак. На другом заседању АВНОЈ-а донесене су одлуке којима је у основама завршено стварање државне организације нове Југославије, која би, након завршетка рата, добила свој парламент и владу. Усвајањем декларације и одлука обезбеђене су тековине народноослободилачког рата и онемогућен је повратак на предратно стање.
Након рата, грађани Југославије су датум 29. новембар славили као државни празник, а на новом грбу Југославије стајало је урезано 29. новембар 1943. Одлукама АВНОЈ-а се у први мах супротставио енглески премијер Винстон Черчил јер се одлука о забрани повратка краља тицала искључиво њега. Што се тиче Совјетског Савеза, Југославија је одбила да обавести Совјетски Савез о предстојећем заседању, као и о томе шта се њиме жели учинити. Радиограм је послат одмах после завршетка заседања и тако је Стаљин стављен пред свршени чин.
Нарочито је била компликована ситуација јер се баш у истом тренутку одржавала и Техеранске конференција између Рузвелта, Стаљина и Черчила у Ирану. Овакво благовремено необавештавање Совјетског Савеза и рад Југословенског ЦК на своју руку, представници Информбироа су касније искористили да свале на терет КПЈ.
Међутим, важним одлукама са Техеранске конференције, међу којима је најзначајнија она да се призна и помогне НОП Југославије практично је почело грађење комунистичке Југославије. Неки демократски политичари су на западу оценили да су одлуке АВНОЈ-а биле узурпација државних тековина и државни удар КПЈ која се одвојила, створила своју партијску војску и почела да руши старо друштво и државу.
Као прва реакција у земљи на Друго заседање АВНОЈ-а, половином 1944. представници ЈВуО (Равногорског покрета) одржали су свој конгрес у селу Ба (Светосавски конгрес) који је усвојио резолуцију потпуно супротну декларацији коју је формулисао АВНОЈ. Велике силе су већ пресудиле на Техеранској конференцији, тако да је победа народноослободилачког блока постало само питање времена.
Треће заседање АВНОЈ-а (последње) одржано је у ослобођеном Београду половином августа 1945. године.